# Tomimoto-bushi
Le tomimoto-bushi (富本節) est un style de musique japonaise jōruri de chant narratif avec accompagnement de shamisen. Réputé pour sa subtilité et son raffinement, il est très populaire à la fin du XVIIIe siècle mais est aujourd'hui largement éclipsé par le style kiyomoto-bushi (清元節) qui en est issu.

## Histoire
Le tomimoto-bushi est l'un parmi plusieurs styles qui apparaissent parmi les élèves d'un chanteur nommé Miyakoji Bungo-no-jō (vers 1660-1740) formé à Kyoto et qui connaît le succès à Edo (moderne Tokyo) lorsqu'il se produit sur les scènes du théâtre kabuki. Créé par Tomimoto Buzen I (富本豊前太夫) (1716-1764), il atteint son pic de popularité au cours de la longue carrière de son fils, Tomimoto Buzen II (1754-1822). Comparé aux autres styles, le tomimoto-bushi est considéré plus raffiné et subtil et est admiré pour son accompagnement élaboré au shamisen. À la fin du XVIIIe siècle, la geisha Tomimoto Toyohina est une autre interprète particulièrement admirée qui paraît sur de nombreuses estampes du genre ukiyo-e produites par des artistes tels qu'Utamaro.
Le style est populaire parmi la classe supérieure des samouraïs et des riches marchands qui fréquentent les quartiers de plaisir de Yoshiwara. À l'apogée de sa popularité, la compétence dans le style tomimoto passe pour être une condition préalable pour les jeunes femmes qui souhaitent entrer en service au ōoku du château d'Edo, résidence du shogun.
De nos jours, le style tomimoto est éclipsé par le style kiyomoto qui en est issu au début du XIXe siècle. Il est rarement exécuté en public bien que transmis secrètement parmi les interprètes d'autres écoles et certaines compositions tomimoto sont entrées dans le répertoire kiyomoto.